# You're All I Have
"You're All I Have" – utwór rockowej grupy Snow Patrol, pochodzący z jej czwartego albumu, Eyes Open. 24 kwietnia 2006 roku został wydany jako pierwszy singel z tej płyty. Utwór stał się drugim dużym hitem zespołu, po sukcesie "Run" w 2004 roku, plasując się na miejscu #7 listy UK Singles Chart.

## Lista utworów

### Wydanie 1
1. "You're All I Have"
2. "The Only Noise"
3. "Perfect Little Secret"
4. "You're All I Have" (wideo)

Wydanie Maxi single.

### Wydanie 2
1. "You're All I Have" (na żywo z Koko)
2. "Run" (na żywo z Koko)

### Wydanie 3
1. "You're All I Have"
2. "You're All I Have" (Minotaur Shock Remix)

Wydanie na 7".

### Wydanie 4
1. "You're All I Have" (edycja radiowa)
2. "You're All I Have" (edycja radiowa)

Wydanie dostępne w Wielkiej Brytanii i Meksyku.